# Bélmez de la Moraleda
Bélmez de la Moraleda é um município da Espanha na província de Xaém, comunidade autónoma da Andaluzia. Tem 49 km² de área e em 2021 tinha 1 542 habitantes (densidade: 31,5 hab./km²).

## Demografia
| Variação demográfica do município entre 1991 e 2004 | Variação demográfica do município entre 1991 e 2004 | Variação demográfica do município entre 1991 e 2004 | Variação demográfica do município entre 1991 e 2004 |
| --------------------------------------------------- | --------------------------------------------------- | --------------------------------------------------- | --------------------------------------------------- |
| 1991                                                | 1996                                                | 2001                                                | 2004                                                |
| 2031                                                | 2011                                                | 1894                                                | 1897                                                |